# Vladimir Parra Barragán
Vladimir Parra Barragán (4 de marzo de 1988 en Guadalajara, waza) es un político mexicano miembro del Movimiento Regeneración Nacional, fue diputado local del distrito 8 del estado de Colima y Presidente del Consejo Estatal de Morena y actualmente se desempeña como director de la Comisión Intermunicipal de Agua Potable y Alcantarillado de los Municipios de Colima y Villa de Álvarez (CIAPACOV).

## Inicios
Inició su militancia política en el Partido Revolucionario de los Trabajadores, con el cual participó en el año de 2005 en el campamento de las Juventudes Revolucionarias del Secretariado Unificado de la IV Internacional en Francia. Cuando se encontraba estudiando en la Escuela de filosofía de la Universidad de Colima, participó en el Movimiento Estudiantil Disidente (MED) que en el año de 2012 realizó un plantón en contra del rector Miguel Ángel Aguayo López y que posteriormente realizó protestas contra la imposición del nuevo rector José Eduardo Hernández Nava. Luego participó en diversos movimientos sociales como el Movimiento YoSoy132 y fue parte del movimiento de resistencia a la mina en la comunidad de Zacualpan, Colima.
En octubre de 2012 fue elegido presidente del Comité Ejecutivo Estatal de Morena en Colima, tras una reposición del proceso de elección por no respetarse la convocatoria y los Estatutos, ordenada por Andrés Manuel López Obrador a su llegada a la Asamblea.
El 23 de octubre de 2012 un grupo de consejeros encabezado por Rosa Cruz Rodríguez Pizano pretendió destituirlo de su cargo y reorganizar así los cargos electos en la Asamblea. El 20 de diciembre de 2012 la Comisión Nacional de Honestidad declaró inválidos los actos llevados a cabo por los consejeros estatales de MORENA en Colima que revocaban el mandato como Presidente del Comité Ejecutivo Estatal del MORENA a Vladimir Parra Barragán y nombraban a a Rosacruz Rodríguez Pizano como presidenta, al considerar que violaban los artículos 14 y 18 constitucionales.
En diciembre de 2013 ingresó con otros ciudadanos a las instalaciones del Congreso de Colima hasta que los 25 diputados se comprometieran a realizar foros ciudadanos para discutir la reforma energética de Enrique Peña Nieto. No obstante, la reforma fue aprobada con 19 votos en favor (del PRI, PAN, Panal y PVEM), en la sala de juntas del Congreso debido a que el salón de plenos continuó tomado por militantes del Movimiento de Regeneración Nacional.
Como presidente realizó en enero de 2014 la Asamblea Estatal Constitutiva de Morena como partido político, en donde se acreditó ante el Instituto Federal Electoral a 3,068 afiliados y que presidió Andrés Manuel López Obrador, presidente del Consejo Nacional.
En septiembre de 2015 participó en un plantón realizado al exterior del Congreso de Colima, en donde clausuraron simbólicamente las puertas principales del recinto, en oposición endeudamiento por 1 mil 598 millones de pesos que solicitó el gobernador Mario Anguiano Moreno.
No obstante, en su sesión de 21 de septiembre de 2015 (a 41 días del término del gobierno de Mario Anguiano Moreno, y a 9 días antes de que concluya la legislatura), el Congreso estatal aprobó la solicitud de un crédito por 1,598 millones de pesos pese a que militantes de Morena, PAN y Movimiento Ciudadano ingresaron para impedirlo.
En noviembre de 2015 fue elegido Presidente del Consejo Estatal en asamblea estatal donde se eligieron los 20 consejeros y se designaron a los integrantes del CEE y de la Comisión de Ética Parditaria. En el contexto de las Protestas por gasolinazo en México en 2017 se sumó con otras organizaciones y la Unión de Pescadores de la Laguna de Cuyutlán al bloqueo del acceso al puerto de Manzanillo, que se sumaba a las protestas de la Unión Transportista de Carga de Manzanillo y a campesinos de la agrupación Productores Unidos de Colima.

## Diputado local
En las elecciones estatales de Colima de 2018 fue elegido diputado al Congreso de Colima por el distrito 8 de Villa de Álvarez y funge también como Presidente del Consejo Estatal de Morena en Colima. El 14 de enero de 2019 fue elegido presidente de la Comisión de Gobierno Interno y Acuerdos Parlamentarios de la LIX Legislatura del H. Congreso del Estado de Colima. El 27 de febrero de 2020 fue elegido presidente de la Comisión permanente del segundo año legislativo.
| Comisiones a los que perteneció                                | Comisiones a los que perteneció | Comisiones a los que perteneció                 |
| Comisión o Comité                                              | Puesto                          | Periodo                                         |
| -------------------------------------------------------------- | ------------------------------- | ----------------------------------------------- |
| Justicia, Gobernación y Poderes                                | Presidencia                     | 18 de septiembre de 2018 - 23 de enero de 2019  |
| Estudios Legislativos y Puntos Constitucionales                | Secretaría                      | 18 de septiembre de 2018 - 23 de enero de 2019  |
| Derechos Humanos, Asuntos Indígenas y Atención al Migrante     | Secretaría                      | 18 de septiembre de 2018 - 23 de enero de 2019  |
| Gobierno Interno y Acuerdos Parlamentarios                     | Presidencia                     | 14 de enero de 2019 - 27 de agosto de 2020      |
| Estudios Legislativos y Puntos Constitucionales                | Vocal                           | 23 de enero de 2019 - 27 de agosto de 2020      |
| Hacienda, Presupuesto y Fiscalización de los Recursos Públicos | Secretaría                      | 23 de enero de 2019 - 27 de agosto de 2020      |
| Sistema Estatal Anticorrupción                                 | Vocal                           | 23 de enero de 2019 - 7 de febrero de 2019      |
| Responsabilidades                                              | Secretaría                      | 03 de junio de 2019 - 27 de agosto de 2020      |
| Derechos Humanos, Asuntos Indígenas y Atención al Migrante     | Vocal                           | 31 de agosto de 2019 - 27 de agosto de 2020     |
| Protección y Mejoramiento Ambiental                            | Secretaría                      | 27 de agosto de 2020 - 30 de septiembre de 2021 |
| Planeación y Turismo                                           | Vocal                           | 27 de agosto de 2020 - 30 de septiembre de 2021 |
| Prevención y Reinserción Social                                | Presidencia                     | 27 de agosto de 2020 - 30 de septiembre de 2021 |

### Elecciones de 2021
Fue candidato a diputado federal por el Distrito electoral federal 1 de Colima en las Elecciones federales de México de 2021, donde logró 45,000 votos, lo que representa el 48.96% de la votación, perdiendo frente al candidato de la Alianza Riult Rivera Gutiérrez. [cita requerida]